# Gouvernement Ratas II
Pour les articles homonymes, voir Gouvernement Ratas.
République d'Estonie
Ratas I Kaja Kallas I
Le gouvernement Ratas II est le gouvernement de la république d'Estonie entre le 29 avril 2019 et le 26 janvier 2021, durant la XIVe législature du Riigikogu.

## Coalition et historique

### Formation
Dirigé par le Premier ministre sortant, le centriste Jüri Ratas, ce gouvernement est constitué et soutenu par une coalition entre le Parti du centre d'Estonie (EK), le Parti populaire conservateur (EKRE) et l'Union pour la patrie et Res Publica (IRL),. Ensemble, ils disposent de 57 députés sur 101, soit 57,5 % des sièges du Riigikogu.
Préalablement à leur nomination, la présidente estonienne, Kersti Kaljulaid, demande à rencontrer individuellement chaque candidat, une procédure inédite.
Le 30 août 2019, l'opposition parlementaire lance une motion de défiance à l'égard du gouvernement, mais échoue à obtenir les 51 voix nécessaires pour démettre le gouvernement. La coalition reste donc en place.

### Controverses

#### Liberté de la presse
La formation du nouveau gouvernement a provoqué un vif débat sur la liberté de la presse. Plusieurs membres d'EKRE, dont Martin Helme, ont publiquement appelé les médias à la modération, voire à l'exclusion de certains journalistes considérés comme partisans. À la suite de la nomination à la tête de Postimees (l'un des principaux journaux du pays) de Peter Helme, neveu du président du parti EKRE et cousin de Martin Helme, la journaliste Vilja Kiisler démissionne,. Le 26 avril 2019, le journaliste et analyste politique Ahto Lobjakas démissionne de la rédaction d'ERR, la compagnie de radio-télévision nationale, arguant qu'il a été forcé de choisir entre la démission et l'auto-censure. Un autre analyste considère cependant qu'il s'agit d'une "rationalisation" de la liberté de la presse plutôt que d'une censure.
Lors d'un discours à l'occasion du centenaire du Parlement estonien, la présidente de la République rappelle l'importance constitutionnelle des libertés, dont la liberté de la presse. Lors de la prestation de serment du nouveau gouvernement, le 29 avril 2019, Kaljulaid porte un sweatshirt floqué des mots "Sõna on vaba", soit "La parole est libre".

#### Marti Kuusik
Au lendemain des élections, le député Marti Kuusik (EKRE) a été arrêté par la police pour excès de vitesse au volant et conduite sous l'emprise d'alcool. Marti Kuusik a admis les faits lors d'une interview, tout en signalant qu'il aurait été plus prudent s'il avait su qu'il serait nommé ministre et en condamnant une telle conduite chez les représentants du gouvernement. Le Premier ministre, Jüri Ratas, déclare toutefois que cela ne le disqualifie pas en tant que candidat à la fonction ministérielle.
Le 29 avril 2019, peu avant la prestation de serment du nouveau gouvernement, Eesti Ekspress publie un article accusant Kuusik de violences conjugales. Celui-ci nie les accusations rapidement. Ratas déclare croire Kuusik et ne l'exclut pas de la coalition. Lors de la prestation de serment, la tradition veut que chaque ministre se tourne vers le président de la République (Kersti Kaljulaid). Cependant, lors de la prestation de serment de Kuusik, Kaljulaid a choisi de s'absenter et Kuusik a donc dû prêter serment devant une chaise vide,.
Le 30 avril 2019, Marti Kuusik évoque le fait qu'une enquête à son encontre ait été lancée et démissionne. Il assure que les allégations à son encontre sont infondées et qu'il démissionne pour se concentrer sur sa défense. EKRE affirme avoir mené sa propre enquête et conclu qu'il ne s'agissait que de rumeurs. ERR note toutefois qu'en démissionnant de son poste au gouvernement, Kuusik pourrait retrouver son siège au Riigikogu et jouir à nouveau de l'immunité parlementaire. 
Le 16 mai 2019, Kert Kingo (EKRE) est nommée ministre pour le remplacer.
La loi estonienne prévoit généralement une indemnité de départ pour les ministres, équivalente à six mois de salaire ; le ministère de l'économie et des communications confirme toutefois le 1er mai que Kuusik ne recevrait pas d'indemnité de départ. Le 10 juin 2019, il est pourtant annoncé que Kuusik entendait réclamer cette compensation devant la justice.
À ce jour, Marti Kuusik est le ministre ayant servi le moins longtemps dans un gouvernement estonien, n'étant resté ministre que durant 30 heures.

#### Sexisme
Plusieurs personnalités, dont le président du Parti social-démocrate, ont critiqué la faible proportion de femmes présentes dans ce nouveau gouvernement (2 femmes pour 15 ministres).
Début mai 2019, Mart Helme déclare lors d'une conférence de presse du gouvernement que la présidente a agi envers Kuusik de manière irréfléchie, "comme une femme en proie à des émotions violentes",. Le ministre de l'Administration publique, Jaak Aab (EK), rejette cette déclaration et accuse Helme de dénigrer "non seulement la présidente mais également toutes les femmes".

#### Racisme
Lors de leur prestation de serment, Mart et Martin Helme ont joint le pouce et l'index, dans un signe que certains, dont l'ancien président estonien Toomas Hendrik Ilves et l'ancien Premier ministre suédois Carl Bildt, interprètent comme un signe de ralliement aux positions des suprématistes blancs. Martin Helme avait notamment déclaré en 2013 "Si vous êtes noir, rentrez chez vous" ("Kui on must, näita ust").

#### International
Mi-mai 2019, Martin Helme, ministre des Finances, annonce qu'il s'opposera à une intégration plus poussée dans l'Union européenne, notamment en matière d'union monétaire et de politique d'immigration. Il ne remet cependant pas en cause la participation de l'Estonie à l'Union européenne ou à la zone euro.
Fin mai 2019, la ministre du Commerce extérieur et des Technologies de l'information, Kert Kingo, annonce qu'elle ne s'exprimera qu'en estonien lors d'un déplacement au Canada. Quelques jours plus tard, elle annonce avoir refusé de participer à une réunion du G20, indiquant qu'elle ne voyagerait "qu'en cas d'extrême nécessité". Le Premier ministre, Jüri Ratas, décide de la remplacer à cette réunion. Cette situation a été largement critiquée par la société estonienne, y compris un député,,.

### Succession
Ratas annonce sa démission le 13 janvier 2021, alors que le Parti du centre est impliqué dans des soupçons de corruption liés à son financement et à des prêts d’État accordés en retour. Kaja Kallas lui succède.

## Composition
- Les nouveaux ministres sont indiqués en gras, ceux ayant changé d'attributions en italique[40].

| Portefeuille                                                        | Nom | Nom | Nom                                | Parti |
| ------------------------------------------------------------------- | --- | --- | ---------------------------------- | ----- |
| Premier ministre                                                    |     |     | Jüri Ratas                         | EK    |
| Ministre de l'Éducation et de la Recherche                          |     |     | Mailis Reps (jusqu'au 25/11/2020)  | EK    |
| Ministre de l'Éducation et de la Recherche                          |     |     | Jaak Aab                           | EK    |
| Ministre de la Justice                                              |     |     | Raivo Aeg                          | IRL   |
| Ministre de l'Intérieur                                             |     |     | Mart Helme (jusqu'au 18/11/2020)   | EKRE  |
| Ministre de l'Intérieur                                             |     |     | Alar Laneman                       | EKRE  |
| Ministre de la Défense                                              |     |     | Jüri Luik                          | IRL   |
| Ministre de l'Environnement                                         |     |     | Rene Kokk (jusqu'au 02/11/2020)    | EKRE  |
| Ministre de l'Environnement                                         |     |     | Rain Epler                         | EKRE  |
| Ministre de la Culture                                              |     |     | Tõnis Lukas                        | IRL   |
| Ministre des Affaires économiques et des Infrastructures            |     |     | Taavi Aas                          | EK    |
| Ministre des Affaires rurales                                       |     |     | Mart Järvik (jusqu'au 10/12/2019)  | EKRE  |
| Ministre des Affaires rurales                                       |     |     | Arvo Aller                         | EKRE  |
| Ministre des Finances                                               |     |     | Martin Helme                       | EKRE  |
| Ministre des Affaires sociales                                      |     |     | Tanel Kiik                         | EK    |
| Ministre des Affaires étrangères                                    |     |     | Urmas Reinsalu                     | IRL   |
| Ministre du Commerce extérieur et des Technologies de l'information |     |     | Marti Kuusik (jusqu'au 16/05/2019) | EKRE  |
| Ministre du Commerce extérieur et des Technologies de l'information |     |     | Kert Kingo (jusqu'au 02/11/2019)   | EKRE  |
| Ministre du Commerce extérieur et des Technologies de l'information |     |     | Kaimar Karu (jusqu'au 20/04/2020)  | Sans  |
| Ministre du Commerce extérieur et des Technologies de l'information |     |     | Raul Siem                          | EKRE  |
| Ministre de la Population                                           |     |     | Riina Solman                       | IRL   |
| Ministre de l'Administration publique                               |     |     | Jaak Aab (jusqu'au 25/11/2020)     | EK    |
| Ministre de l'Administration publique                               |     |     | Anneli Ott                         | EK    |